# Семпополь
Семпо́поль (пол. Sępopol, нім. Schippenbeil) — місто в північно-східній Польщі, на річці Лина.
Належить до Бартошицького повіту Вармінсько-Мазурського воєводства. У 1975-1998 роки місто адміністративно належало провінції Ольштин. За даними з 31 грудня 2005 року в місті було 2201 жителів.

## Розташування
Семпополь розташований у північній частині Вармінсько-Мазурського воєводства на Семпопольській рівнині у збігу річок Лина і Губер. Місто розташоване поруч з муніципалітетами: Бартошице, Корше, Барцяни. Семпополь розташований 12 км від кордону з Росією і близько 70 км від Калінінграда.
Відстані:
- Варшава 280
- Ольштин 85
- Гданськ 205
- Сувалки 155
- Щецин 510
- Вроцлав 530
- Краків 560
- Закопане 670

## Назва міста
Походження назв ніколи не було достатньо пояснено. В основоположному документі зустрічаємося з назвою Schiffenburg, що вказує на наявність замку ("Burg" з німецької означає замок, фортеця). Археологічні дослідження та історичні документи, однак, не підтвердили наявності замку в місті. "Schiff" з німецької означає судно, корабель. Таким чином, первинна назва - Семпополь, може бути перекладене як "військово-морська фортеця". Елемент, пов'язаний з кораблем також знаходиться в найстарішій марці міста, що походить з п'ятнадцятого століття. На ній можемо побачити місто, яке пливе на кораблі. Семпополь раніше з трьох сторін був оточений водою, натоміст з четвертої сторони, було перекопано між річками канал. Можливо, що має це пов’язання з укріпленим поселенням Прусів.
Інша гіпотеза щодо джерела назви Семпополь пов'язана з ім'ям Тевтонського лицаря — Людвіга фон Шиппена. Між звучанням Schippenburg а Schiffenburg є тільки різниця у вимові, перше слово виводиться з діалекту Нижньої Німеччини (Plattdeutsch), друге з Верхньої Німеччини (Hochdeutsch). Поява міста вже у 1299 році є малоймовірна (занадто рано). Можливо, це виводиться від іншого Schippena чи Schiffena.

## Визначні пам'ятки
- Готичний парафіяльний костел Св. Михайла Архангела,  який побудовано у 1360-1370 рр. (святилище), корпус головної нави побудовано наприкінці XIV століття, зоряне склепіння було додане у XV столітті, а вежу взнесено в XV/ XVI ст., дерев'яні частини вежі з високим куполом побудовано в 1872 році.
- Залишки міських стін (XIV століття), з фрагментами вежі.
- Неокласичні будинки з XVIII-XIX ст. (вул. Костюшка).
- Залишки колишнього сервісного центру для сільських господарства; мочіло льону (закрите - залишені порожні будинки), молочня (вже частково здемонтована- тепер інший профіль діяльності).
- Сецесійна водонапірна башта з 1912 року.

## Демографія
Демографічна структура станом на 31 березня 2011 року:
|          | Загалом | Допрацездатний вік | Працездатний вік | Постпрацездатний вік |
| -------- | ------- | ------------------ | ---------------- | -------------------- |
| Чоловіки | 1033    | 193                | 749              | 91                   |
| Жінки    | 1094    | 175                | 644              | 275                  |
| Разом    | 2127    | 368                | 1393             | 366                  |